# Club Deportivo Mirandés
O Club Deportivo Mirandés é um clube de futebol espanhol. Foi fundado em 1927, na cidade de Miranda de Ebro. Manda seus jogos no Municipal de Anduva. Atualmente, disputa a Segunda Divisão Espanhola, também conhecida como La Liga SmartBank.

## Títulos
- Segunda División B (Grupo II): 2011–12
- Tercera División: 1988–89, 2002–03, 2006–07 e 2008–09